# وانک، مارتاکرت
وانک (به ارمنی: Վանք) یک منطقهٔ مسکونی در جمهوری آرتساخ است که در استان مارتاکرت واقع شده‌است. وانک ۱٬۲۸۴ جمعیت دارد.

## نگارخانه

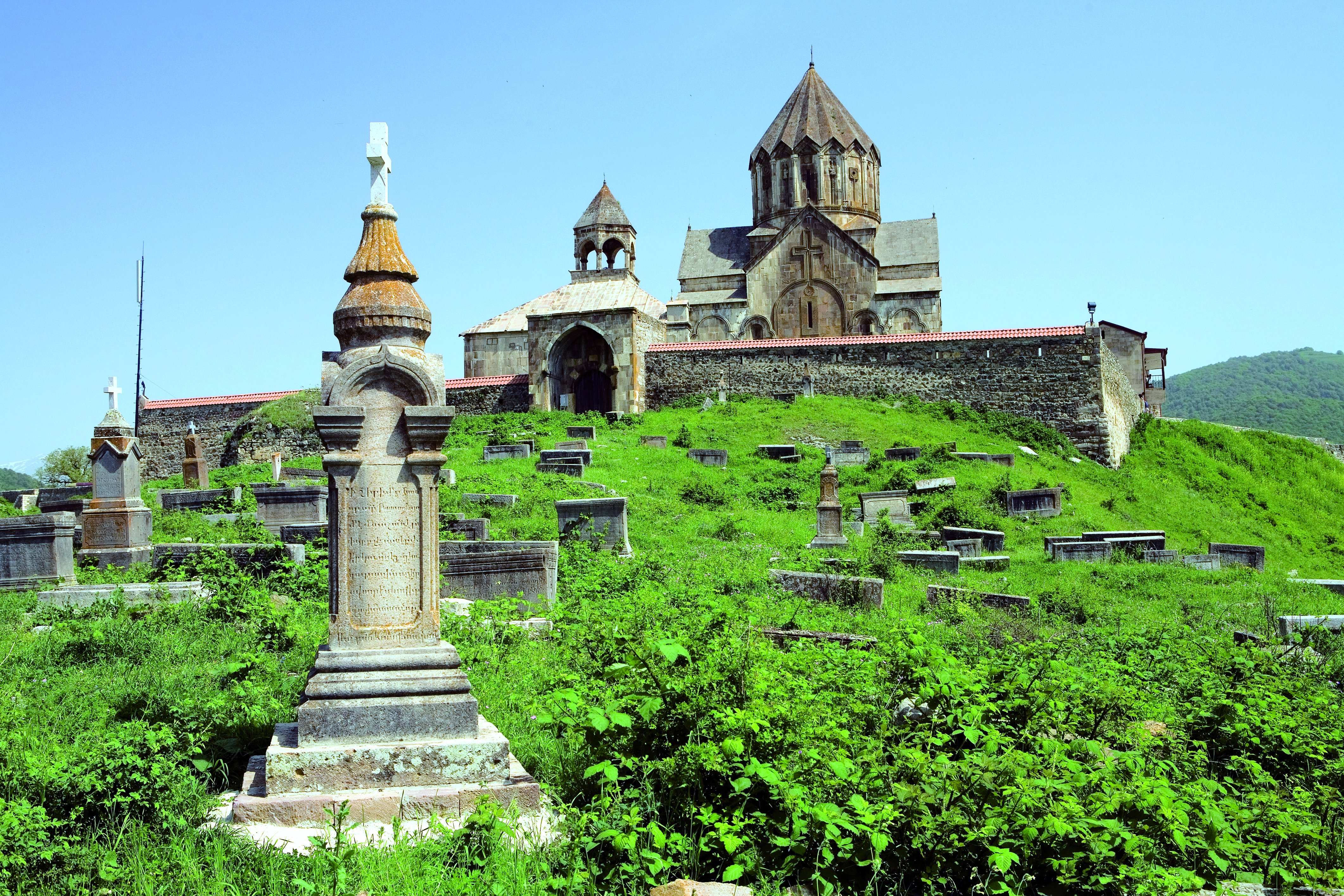
صومعه گاندزاسار
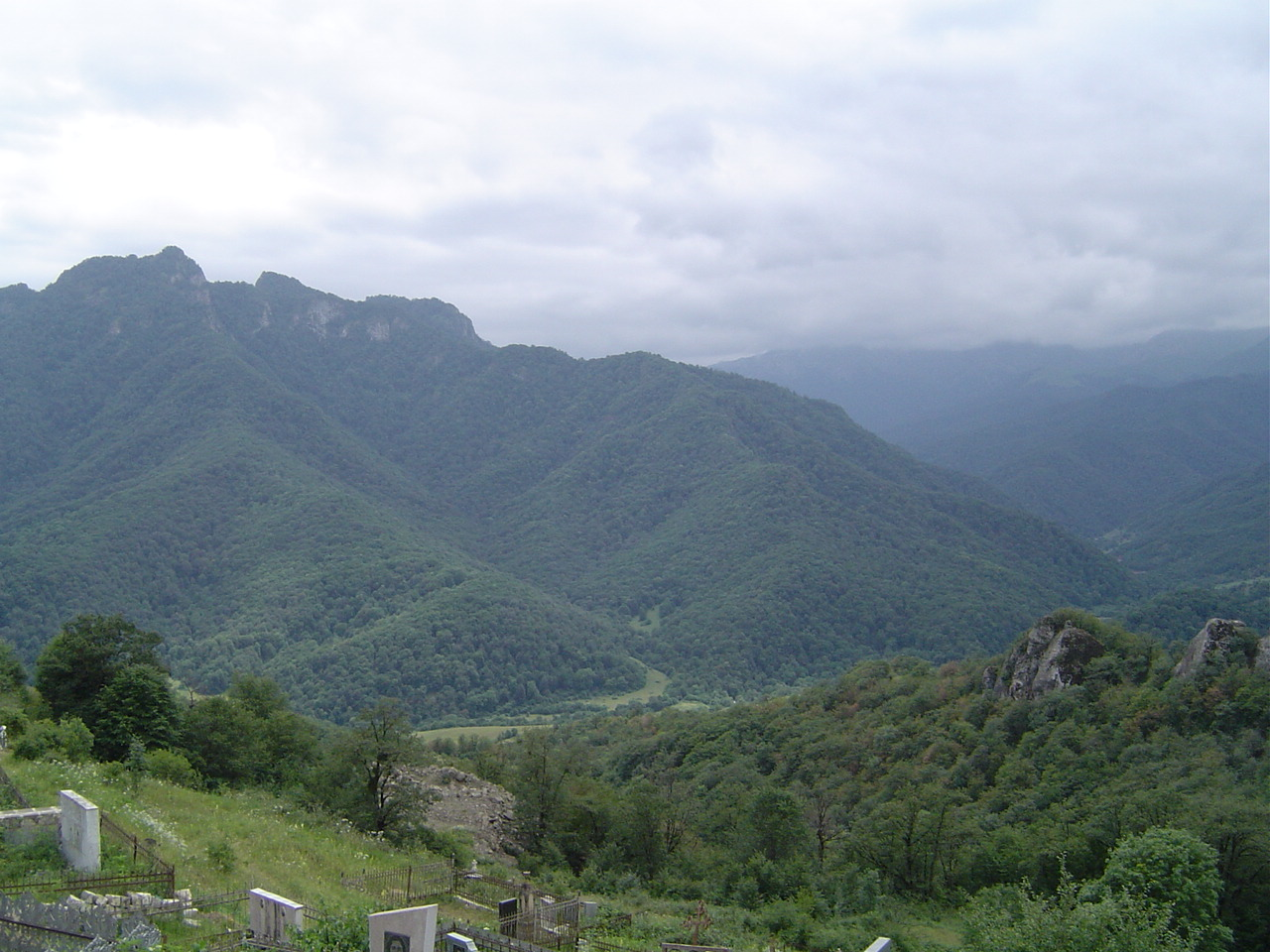
خوخانابرد
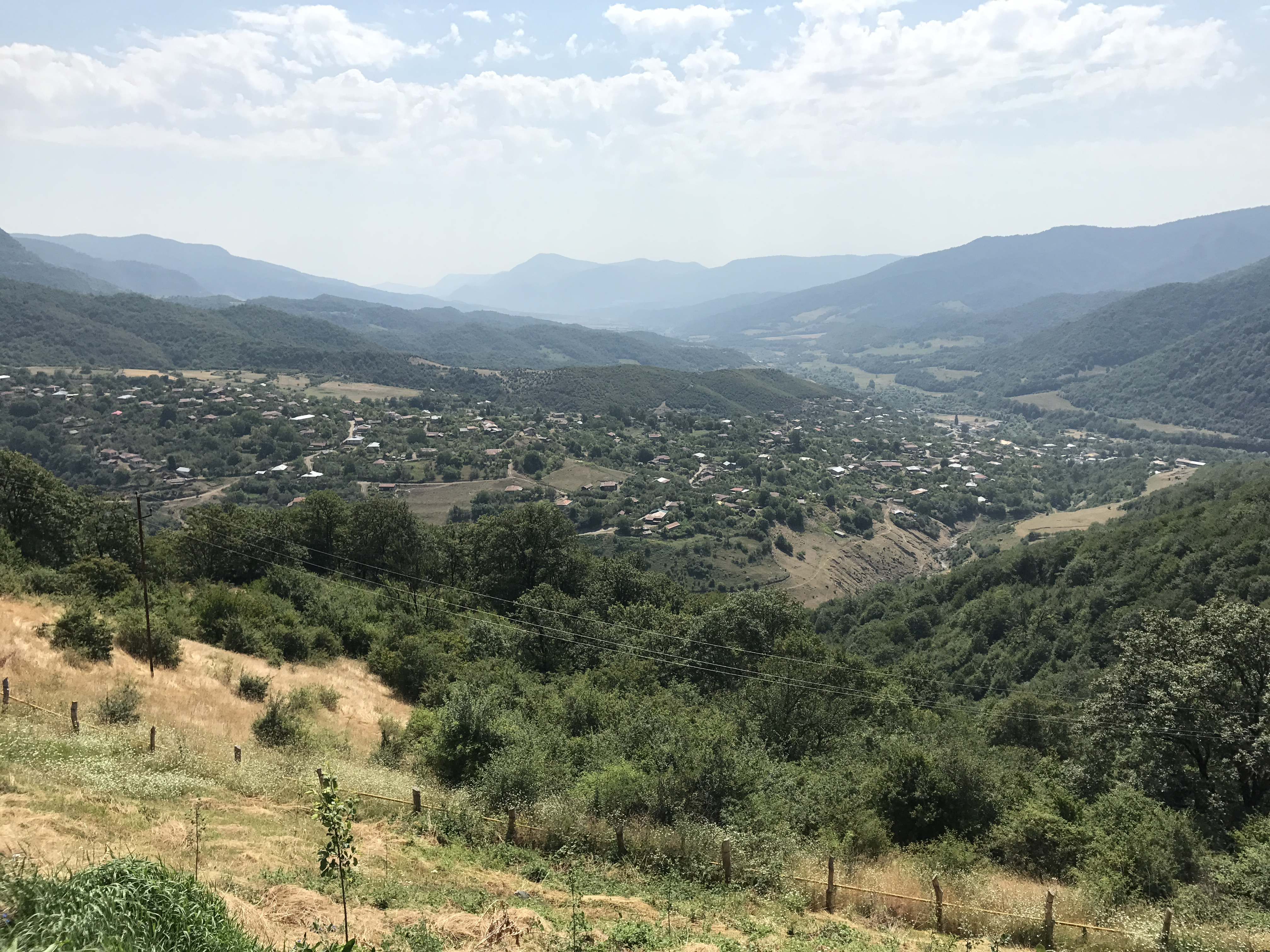
دورنمایی از وانک